# Amandine Albisson
Amandine Albisson (Marsiglia, 30 gennaio 1989) è una ballerina francese, danseuse étoile del balletto dell'Opéra di Parigi dal 2014.

## Biografia
Dopo aver iniziato a danzare all'età di quattro anni, nel 1999 è stata ammessa alla scuola di danza dell'Opéra di Parigi e durante gli anni della sua formazione ha preso parte a tournée della scuola a Cannes e Washington, oltre che danzare in ruoli minori negli allestimenti de La Bayadere, Lo schiaccianoci, Paquita e Il lago dei cigni all'Opéra Bastille.
Nel 2006 si è unita al corps de ballet del balletto dell'Opéra di Parigi, in cui ha avuto una rapida carriera: è stata promossa a solista nel 2010, ballerina principale nel 2013 e danseuse étoile nel 2014 dopo una rappresentazione dell'Onegin di John Cranko in cui aveva danzato il ruolo di Tatiana.
All'interno della compagnia ha danzato altri ruoli di alto profilo, tra cui Polimia nell'Apollon musagète di George Balanchine, la protagonista de La Sylphide, Odette/Odile ne Il lago dei cigni e Aurora ne La bella addormentata di Rudol'f Nureev, Paquita in Paquita e Il pomeriggio di un fauno di Jerome Robbins.
Nel 2021 ha vinto il Prix Benois de la Danse per la sua interpretazione del ruolo dell'eponima protagonista in Carmen.